# Acer schwerinii
Acer schwerinii é uma espécie de árvore do gênero Acer, pertencente à família Aceraceae.